# Schefflera
Schefflera är ett släkte av araliaväxter. Schefflera ingår i familjen araliaväxter.

## Bildgalleri

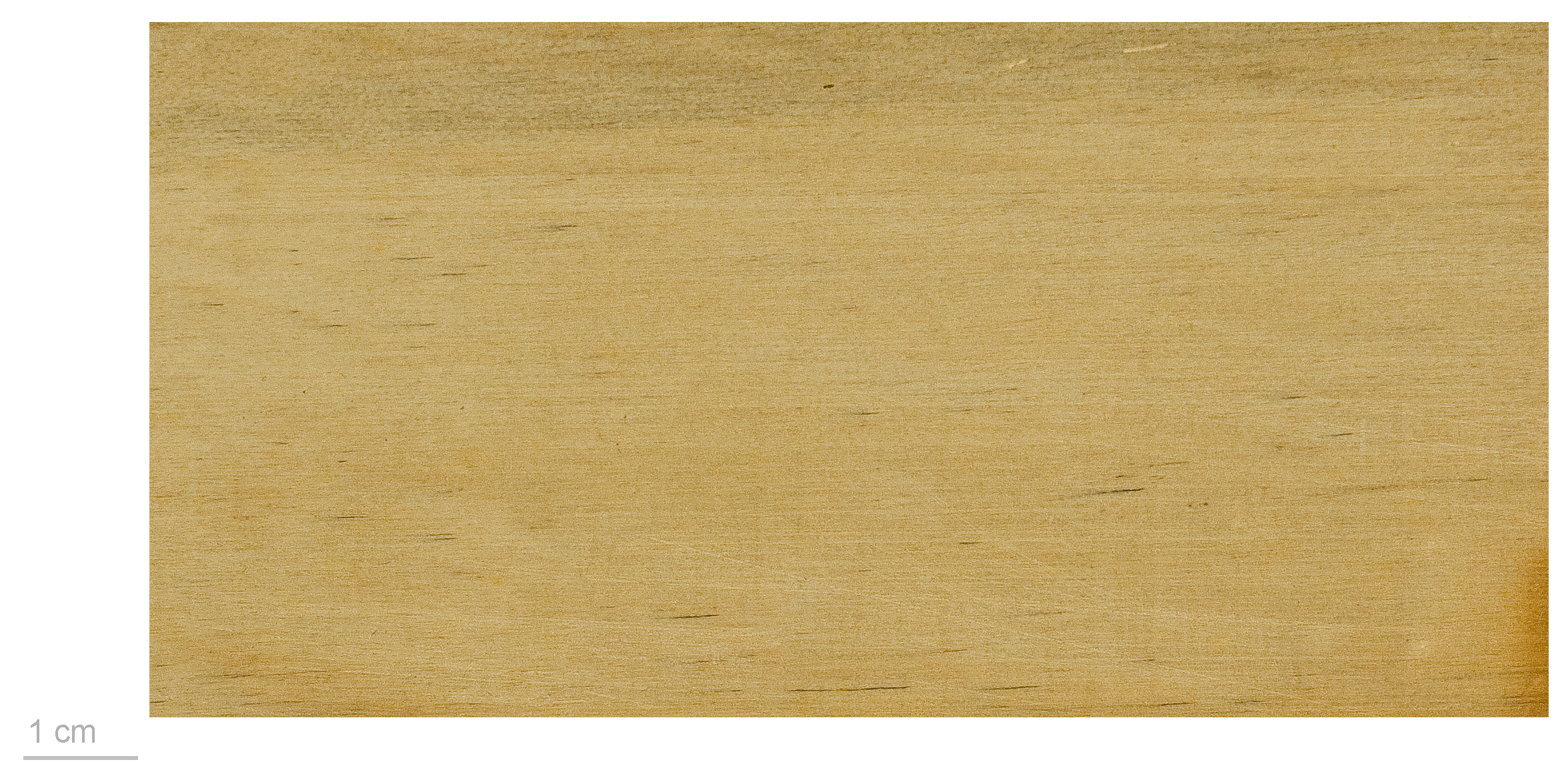

## Dottertaxa tillSchefflera, i alfabetisk ordning[1]
- Schefflera abyssinica
- Schefflera acaropunctata
- Schefflera actinophylla
- Schefflera actinostigma
- Schefflera acuminata
- Schefflera acuminatissima
- Schefflera acutissima
- Schefflera agamae
- Schefflera agasthiyamalayana
- Schefflera albidobracteata
- Schefflera albocapitata
- Schefflera allocotantha
- Schefflera alongensis
- Schefflera alpina
- Schefflera altigena
- Schefflera alvarezii
- Schefflera amungwiwae
- Schefflera angiensis
- Schefflera angilogensis
- Schefflera angulata
- Schefflera angustifolia
- Schefflera angustifoliolata
- Schefflera angustissima
- Schefflera apiculata
- Schefflera aquaverensis
- Schefflera arboricola
- Schefflera archboldiana
- Schefflera archeri
- Schefflera arfakensis
- Schefflera argophylla
- Schefflera aromatica
- Schefflera asymmetrica
- Schefflera atrifoliata
- Schefflera attenuata
- Schefflera aurata
- Schefflera auyantepuiensis
- Schefflera awa
- Schefflera avenis
- Schefflera ayangannensis
- Schefflera baculosa
- Schefflera bailloniana
- Schefflera bakeriana
- Schefflera balansaeana
- Schefflera banahaensis
- Schefflera bangii
- Schefflera barbata
- Schefflera barteri
- Schefflera beccariana
- Schefflera bejucosa
- Schefflera benguetensis
- Schefflera bifida
- Schefflera binuangensis
- Schefflera bipalmatifolia
- Schefflera blancoi
- Schefflera blepharidophylla
- Schefflera bodinieri
- Schefflera bogotensis
- Schefflera bojeri
- Schefflera bonita
- Schefflera bordenii
- Schefflera boridiana
- Schefflera borneensis
- Schefflera botumirimensis
- Schefflera bougainvilleana
- Schefflera bourdillonii
- Schefflera brachypoda
- Schefflera bracteolifera
- Schefflera bractescens
- Schefflera brassaiella
- Schefflera brassii
- Schefflera brenesii
- Schefflera brevipedicellata
- Schefflera brevipes
- Schefflera buchtienii
- Schefflera bukidnonensis
- Schefflera burchellii
- Schefflera burkillii
- Schefflera buxifolioides
- Schefflera cabalionii
- Schefflera caduca
- Schefflera cajambrensis
- Schefflera calva
- Schefflera calycina
- Schefflera calyptricuspidata
- Schefflera canaensis
- Schefflera candelabrum
- Schefflera capitata
- Schefflera capitulifera
- Schefflera capitulispicata
- Schefflera capixaba
- Schefflera capuroniana
- Schefflera carolii
- Schefflera carrii
- Schefflera cartagoensis
- Schefflera catanduanensis
- Schefflera catensis
- Schefflera caudata
- Schefflera caudatifolia
- Schefflera cavaleriei
- Schefflera cephalantha
- Schefflera cephalotes
- Schefflera chaetorrhachis
- Schefflera chandrasekharanii
- Schefflera chapana
- Schefflera chartacea
- Schefflera chevalieri
- Schefflera chimantensis
- Schefflera chinensis
- Schefflera chococola
- Schefflera cicatricata
- Schefflera ciliata
- Schefflera ciliatifolia
- Schefflera cinnamomea
- Schefflera clarkeana
- Schefflera clausa
- Schefflera clavigera
- Schefflera clementis
- Schefflera clusietorum
- Schefflera coclensis
- Schefflera coenosa
- Schefflera concolor
- Schefflera confusa
- Schefflera contracta
- Schefflera cordata
- Schefflera coriacea
- Schefflera corymbiformis
- Schefflera costata
- Schefflera cracens
- Schefflera crassibracteata
- Schefflera crassifolia
- Schefflera crassilimba
- Schefflera crassipes
- Schefflera crassissima
- Schefflera cuatrecasasiana
- Schefflera cumingii
- Schefflera cuneata
- Schefflera curranii
- Schefflera decagyna
- Schefflera decaphylla
- Schefflera delavayi
- Schefflera demesae
- Schefflera dentata
- Schefflera dichotoma
- Schefflera dictyophlebia
- Schefflera dielsii
- Schefflera digitata
- Schefflera diguana
- Schefflera digyna
- Schefflera diplodactyla
- Schefflera disparifolia
- Schefflera dissidens
- Schefflera distractiflora
- Schefflera divaricata
- Schefflera dolichostyla
- Schefflera dongnaiensis
- Schefflera duidae
- Schefflera dumicola
- Schefflera elachistocephala
- Schefflera elata
- Schefflera elegantissima
- Schefflera elliptica
- Schefflera elliptifoliola
- Schefflera elongata
- Schefflera emarginata
- Schefflera emiliana
- Schefflera enneaphylla
- Schefflera epiphytica
- Schefflera eriocephala
- Schefflera eucaudata
- Schefflera euryphylla
- Schefflera euthytricha
- Schefflera evrardii
- Schefflera exaltata
- Schefflera eximia
- Schefflera fantsipanensis
- Schefflera fastigiata
- Schefflera favargeri
- Schefflera fengii
- Schefflera feriarum
- Schefflera ferruginea
- Schefflera filipes
- Schefflera fimbriata
- Schefflera foetida
- Schefflera forbesii
- Schefflera fosbergiana
- Schefflera foxworthyi
- Schefflera fragrans
- Schefflera frodiniana
- Schefflera fruticosa
- Schefflera gabriellae
- Schefflera gardneri
- Schefflera gigantifolia
- Schefflera gjellerupii
- Schefflera glabra
- Schefflera glabrata
- Schefflera glabrescens
- Schefflera glauca
- Schefflera glaziovii
- Schefflera gleasonii
- Schefflera globosa
- Schefflera globulifera
- Schefflera goetzenii
- Schefflera gracilipes
- Schefflera gracilis
- Schefflera gracillima
- Schefflera grandiflora
- Schefflera grandigemma
- Schefflera grayi
- Schefflera guanayensis
- Schefflera guizhouensis
- Schefflera hainanensis
- Schefflera halconensis
- Schefflera halleana
- Schefflera harmsii
- Schefflera havilandii
- Schefflera hellwigiana
- Schefflera hemiepiphytica
- Schefflera heptaphylla
- Schefflera herthae
- Schefflera herzogii
- Schefflera heterobotrya
- Schefflera heteroclada
- Schefflera heterophylla
- Schefflera heterotricha
- Schefflera hierniana
- Schefflera hirsuta
- Schefflera hitchcockii
- Schefflera hoi
- Schefflera huachamacarii
- Schefflera huberi
- Schefflera huilensis
- Schefflera hullettii
- Schefflera humblotiana
- Schefflera humboldtiana
- Schefflera hunsteiniana
- Schefflera hypochlora
- Schefflera hypoleuca
- Schefflera hypoleucoides
- Schefflera inambarica
- Schefflera insculpta
- Schefflera insignis
- Schefflera insolita
- Schefflera instita
- Schefflera insularum
- Schefflera ischnoacra
- Schefflera ischyrocephala
- Schefflera jahnii
- Schefflera janowskyi
- Schefflera japurensis
- Schefflera jauaensis
- Schefflera jefensis
- Schefflera junghuhniana
- Schefflera kajonensis
- Schefflera kaniensis
- Schefflera karsteniana
- Schefflera kerchoveiana
- Schefflera khasiana
- Schefflera kivuensis
- Schefflera kollmannii
- Schefflera kontumensis
- Schefflera koordersii
- Schefflera koresii
- Schefflera kornasii
- Schefflera kraemeri
- Schefflera kuborensis
- Schefflera kuchingensis
- Schefflera kuntzei
- Schefflera kurzii
- Schefflera lakhonensis
- Schefflera lanceolata
- Schefflera lancifoliolata
- Schefflera lasiocalyx
- Schefflera lasiogyne
- Schefflera lasiosphaera
- Schefflera latianulata
- Schefflera latifoliolata
- Schefflera lawranceana
- Schefflera laxiflora
- Schefflera laxiuscula
- Schefflera leiophylla
- Schefflera lenticellata
- Schefflera leptophylla
- Schefflera le-rati
- Schefflera leroyiana
- Schefflera leucantha
- Schefflera leytensis
- Schefflera lilacina
- Schefflera littoralis
- Schefflera littorea
- Schefflera lociana
- Schefflera longifolia
- Schefflera longifructescens
- Schefflera longipedicellata
- Schefflera longipetiolata
- Schefflera longistyla
- Schefflera lorentzii
- Schefflera lucescens
- Schefflera lucumoides
- Schefflera lukwangulensis
- Schefflera lurida
- Schefflera luzoniensis
- Schefflera macerosa
- Schefflera macgregorii
- Schefflera macphersonii
- Schefflera macrantha
- Schefflera macrocarpa
- Schefflera macrophylla
- Schefflera macrostachya
- Schefflera maduraiensis
- Schefflera magnifolia
- Schefflera maguireorum
- Schefflera malmei
- Schefflera mannii
- Schefflera manus-dei
- Schefflera marahuacensis
- Schefflera marginata
- Schefflera marlipoensis
- Schefflera mathewsii
- Schefflera megacarpa
- Schefflera megalantha
- Schefflera meiurophylla
- Schefflera membranifolia
- Schefflera menglaensis
- Schefflera merrillii
- Schefflera merrittii
- Schefflera metcalfiana
- Schefflera micrantha
- Schefflera microcephala
- Schefflera microgyne
- Schefflera microphylla
- Schefflera minahasae
- Schefflera minutiflora
- Schefflera minutipetiolata
- Schefflera minutistellata
- Schefflera mjoebergii
- Schefflera monophylla
- Schefflera monosperma
- Schefflera montana
- Schefflera monticola
- Schefflera monzonensis
- Schefflera moratii
- Schefflera morobeana
- Schefflera morototoni
- Schefflera multiflora
- Schefflera multifoliolata
- Schefflera multinervia
- Schefflera multiramosa
- Schefflera munchiquensis
- Schefflera myriantha
- Schefflera myrianthella
- Schefflera myriocarpa
- Schefflera myrioneura
- Schefflera nabirensis
- Schefflera napuoensis
- Schefflera neblinae
- Schefflera nebularum
- Schefflera neoebudica
- Schefflera nephelophila
- Schefflera nervosa
- Schefflera nesopanax
- Schefflera nhatrangensis
- Schefflera nigrescens
- Schefflera nodosa
- Schefflera nono
- Schefflera obliqua
- Schefflera oblonga
- Schefflera oblongifolia
- Schefflera obovata
- Schefflera obovatifoliolata
- Schefflera obtusifolia
- Schefflera octandra
- Schefflera octostyla
- Schefflera oligodon
- Schefflera oreopola
- Schefflera osyana
- Schefflera ouveana
- Schefflera ovoidea
- Schefflera oxyphylla
- Schefflera pachycephala
- Schefflera pachyphlebia
- Schefflera pachyphylla
- Schefflera pachystyla
- Schefflera pacoensis
- Schefflera pagiophylla
- Schefflera palawanensis
- Schefflera pallens
- Schefflera palmiformis
- Schefflera panamensis
- Schefflera panayensis
- Schefflera pancheri
- Schefflera paniculitomentosa
- Schefflera papuana
- Schefflera parasitica
- Schefflera pardoana
- Schefflera paruana
- Schefflera parvifoliolata
- Schefflera patula
- Schefflera pauciflora
- Schefflera pauciradiata
- Schefflera pawoiensis
- Schefflera pedicellata
- Schefflera pedicelligera
- Schefflera pentadactyla
- Schefflera pentagyra
- Schefflera pentandra
- Schefflera peruviana
- Schefflera pes-avis
- Schefflera petelotii
- Schefflera petiolosa
- Schefflera phanerophlebia
- Schefflera pickeringii
- Schefflera pilematophora
- Schefflera pimichinensis
- Schefflera piperoidea
- Schefflera pittieri
- Schefflera planchoniana
- Schefflera platyphylla
- Schefflera plerandroides
- Schefflera plurifolia
- Schefflera plurispicata
- Schefflera poilaneana
- Schefflera polita
- Schefflera polyandra
- Schefflera polyastra
- Schefflera polybotrya
- Schefflera polychaeta
- Schefflera polyclada
- Schefflera polydactylis
- Schefflera porphyranthera
- Schefflera procumbens
- Schefflera pseudobrassaia
- Schefflera pseudocandelabrum
- Schefflera pseudospicata
- Schefflera psilophylla
- Schefflera pubens
- Schefflera pubigera
- Schefflera pueckleri
- Schefflera pushpangadanii
- Schefflera quadripetala
- Schefflera quangtriensis
- Schefflera quinduensis
- Schefflera quinquecarinata
- Schefflera quinquestylorum
- Schefflera racemifera
- Schefflera racemosa
- Schefflera rainaliana
- Schefflera ramosissima
- Schefflera reginae
- Schefflera reiniana
- Schefflera remotiserrata
- Schefflera reticulata
- Schefflera rhododendrifolia
- Schefflera rhynchocarpa
- Schefflera ridleyi
- Schefflera rigida
- Schefflera robusta
- Schefflera rodriguesiana
- Schefflera rostrata
- Schefflera rotundifolia
- Schefflera roxburghii
- Schefflera rudolfii
- Schefflera rufa
- Schefflera rugosa
- Schefflera ruschiana
- Schefflera sachamatensis
- Schefflera salweenensis
- Schefflera samariana
- Schefflera samoensis
- Schefflera sandiana
- Schefflera sanquininensis
- Schefflera santosii
- Schefflera sapoensis
- Schefflera sararensis
- Schefflera sarasinorum
- Schefflera scandens
- Schefflera schizophylla
- Schefflera schultzei
- Schefflera schumanniana
- Schefflera sciodaphyllum
- Schefflera scytinophylla
- Schefflera secunda
- Schefflera seemanniana
- Schefflera selloi
- Schefflera sepikiana
- Schefflera serrata
- Schefflera sessiliflora
- Schefflera sessilis
- Schefflera setulosa
- Schefflera shweliensis
- Schefflera siamensis
- Schefflera sibayakensis
- Schefflera silvatica
- Schefflera simbuensis
- Schefflera simplex
- Schefflera simplicifolia
- Schefflera simulans
- Schefflera singalangensis
- Schefflera singularis
- Schefflera sipapoensis
- Schefflera sodiroi
- Schefflera solomonensis
- Schefflera spaniodon
- Schefflera sphaerocoma
- Schefflera spruceana
- Schefflera sprucei
- Schefflera stahliana
- Schefflera staufferana
- Schefflera stearnii
- Schefflera stellata
- Schefflera stellulata
- Schefflera stenopetala
- Schefflera stenophylla
- Schefflera steyermarkii
- Schefflera stilpnophylla
- Schefflera stolleana
- Schefflera stolzii
- Schefflera straminea
- Schefflera stuhlmannii
- Schefflera suaveolens
- Schefflera subavenis
- Schefflera subdivaricata
- Schefflera subintegra
- Schefflera succinea
- Schefflera systyla
- Schefflera tahanica
- Schefflera taiwaniana
- Schefflera tamana
- Schefflera tamatamaensis
- Schefflera tannae
- Schefflera tanyrhachis
- Schefflera tanytricha
- Schefflera ternata
- Schefflera tessmannii
- Schefflera tetrandra
- Schefflera thaumasiantha
- Schefflera tipuanica
- Schefflera tomentosa
- Schefflera toto
- Schefflera tremula
- Schefflera tremuloidea
- Schefflera trevesioides
- Schefflera trianae
- Schefflera tribracteolata
- Schefflera tristis
- Schefflera trollii
- Schefflera troyana
- Schefflera trungii
- Schefflera tunkinensis
- Schefflera ulocephala
- Schefflera umbellata
- Schefflera umbellifera
- Schefflera umbraculifera
- Schefflera umbrosa
- Schefflera urbaniana
- Schefflera urdanetensis
- Schefflera urostachya
- Schefflera wallichiana
- Schefflera vanderwerffii
- Schefflera wangii
- Schefflera vantsilana
- Schefflera vanuatua
- Schefflera wardii
- Schefflera varisiana
- Schefflera vasqueziana
- Schefflera waterhousei
- Schefflera weberbaueri
- Schefflera weibeliana
- Schefflera veitchii
- Schefflera velutina
- Schefflera venulosa
- Schefflera versteegii
- Schefflera whitefoordiae
- Schefflera victoriae
- Schefflera vidaliana
- Schefflera vieillardii
- Schefflera viguieriana
- Schefflera villosissima
- Schefflera winkleri
- Schefflera vinosa
- Schefflera violacea
- Schefflera violea
- Schefflera vitiensis
- Schefflera volkensii
- Schefflera wrayi
- Schefflera yatesii
- Schefflera yunnanensis
- Schefflera yurumanguinis
- Schefflera yutajensis
- Schefflera zhuana